# Simon Reboulet
Simon Reboulet (Avignon, 9 juin 1686 - Avignon, 27 février 1752) est un historien et écrivain français.
Né à Avignon, il se fit d'abord Jésuite, puis avocat. Il est auteur d'une Histoire de la Congrégation des Filles de l'enfance de Jésus (1734), qui donna lieu à des poursuites, et rédigea les Mémoires du chevalier de Forbin (Amsterdam, 1730) d'après les papiers du célèbre marin Claude de Forbin.